# Trophée William V. Campbell
Le Trophée William V. Campbell, anciennement dénommé le Trophée Vincent dePaul Draddy,, est une récompense décernée chaque année depuis 1990 par la Fondation Nationale de Football Américaine (National Football Foundation) au joueur de football américain universitaire qui aura combiné au mieux la réussite sportive et scolaire tout en étant un leader exemplaire au sein de sa communauté. Ce trophée est considéré par beaucoup comme le Trophée Heisman Scolaire (Academic Heisman).
Alors que de nombreux prix renommés du football universitaire sont théoriquement ouvert aux joueurs de tous les niveaux de compétition, dans la pratique, seuls les joueurs issus de la Division I de la NCAA en deviennent les lauréats. Le Trophée Campbell est unique en ce qu'il a été effectivement gagné en 2002 par un joueur d'un niveau inférieur, Brandon Roberts de l'Université Washington de Saint-Louis, une équipe évoluant en Division III de la NCAA, en 2002.
Le trophée porte initialement le nom de Vincent dePaul Draddy, ayant travaillé au sein de la Fondation Nationale de Football (NFF) ainsi qu'au College Football Hall of Fame pendant trente-trois ans dont dix-neuf en tant que président du conseil d'administration. Il est ensuite renommé en 2009 au nom de William Campbell, un homme d'affaires et ancien joueur, capitaine et entraîneur principal des Lions de l'Université Columbia. Ce prix est devenu le plus prestigieux trophée académique attribué dans le football universitaire.
Le trophée est parrainé par HealthSouth Corporation, et en tant que tel est officiellement nommé "Le V. Trophée Campbell William doté par HealthSouth." Le lauréats remporte une bourse universitaire d'une valeur de 25 000 US $.

## Palmarès
| Années | Lauréats                   | Équipes                                         |
| ------ | -------------------------- | ----------------------------------------------- |
| 1990   | Christopher B. Howard (en) | Falcons de l'Air Force                          |
| 1991   | Brad Culpepper (en)        | Gators de la Floride                            |
| 1992   | Jim Hansen                 | Buffaloes du Colorado                           |
| 1993   | Thomas D. Burns            | Cavaliers de la Virginie                        |
| 1994   | Robert B. Zatechka (en)    | Cornhuskers du Nebraska                         |
| 1995   | Bobby Hoying (en)          | Buckeyes d'Ohio State                           |
| 1996   | Danny Wuerffel             | Gators de la Floride                            |
| 1997   | Peyton Manning             | Volunteers du Tennessee                         |
| 1998   | Matt Stinchcomb (en)       | Bulldogs de la Géorgie                          |
| 1999   | Chad Pennington            | Thundering Herd de Marshall                     |
| 2000   | Kyle Vanden Bosch          | Cornhuskers du Nebraska                         |
| 2001   | Joaquin Gonzalez (en)      | Hurricanes de Miami                             |
| 2002   | Brandon Roberts (en)       | Bears de l'Université Washington de Saint-Louis |
| 2003   | Craig Krenzel (en)         | Buckeyes d'Ohio State                           |
| 2004   | Michael Muñoz (en)         | Volunteers du Tennessee                         |
| 2005   | Rudy Niswanger (en)        | Tigers de LSU                                   |
| 2006   | Brian Leonard (en)         | Scarlet Knights de Rutgers                      |
| 2007   | Dallas Griffin             | Longhorns du Texas                              |
| 2008   | Alex Mack                  | Golden Bears de la Californie                   |
| 2009   | Tim Tebow                  | Gators de la Floride                            |
| 2010   | Sam Acho                   | Longhorns du Texas                              |
| 2011   | Andrew Rodriguez (en)      | Black Knights de l'Army                         |
| 2012   | Barrett Jones              | Crimson Tide de l'Alabama                       |
| 2013   | John Urschel (en)          | Nittany Lions de Penn State                     |
| 2014   | David Helton               | Blue Devils de Duke                             |
| 2015   | Ty Darlington              | Sooners de l'Oklahoma                           |
| 2016   | Zach Terrell (en)          | Broncos de Western Michigan                     |
| 2017   | Micah Kiser (en)           | Cavaliers de la Virginie                        |
| 2018   | Christian Wilkins          | Tigers de Clemson                               |
| 2019   | Justin Herbert             | Ducks de l'Oregon                               |
| 2020   | Brady White (en)           | Tigers de Memphis                               |
| 2021   | Charlie Kolar (en)         | Cyclones d'Iowa State                           |
| 2022   | Jack Campbell (en)         | Hawkeyes de l'Iowa                              |
| 2023   | Bo Nix                     | Ducks de l'Oregon                               |
| 2024   | Jalen Milroe               | Crimson Tide de l'Alabama                       |